# تپه علی بابا
تپه علی بابا مربوط به دوره اشکانیان است و در شهرستان مشگین‌شهر، بخش مرکزی، دهستان دشت، روستای پریخان واقع شده و این اثر در تاریخ ۲۷ اسفند ۱۳۸۶ با شمارهٔ ثبت ۲۲۶۱۸ به‌عنوان یکی از آثار ملی ایران به ثبت رسیده است.